# Gerichtsbezirk Schärding
Der Gerichtsbezirk Schärding ist ein dem Bezirksgericht Schärding unterstehender Gerichtsbezirk im politischen Schärding (Bundesland Oberösterreich). Seit der Auflösung der Gerichtsbezirke Engelhartszell und Raab umfasst der Gerichtsbezirk Schärding den gesamten politischen Bezirk Schärding.

## Geschichte
Der Gerichtsbezirk geht auf das ehemalige bayrische Landgericht Schärding zurück, das dem Herzogtum Bayern unterstand.
Im Zuge des Bayerischen Erbfolgekrieges musste Bayern jedoch 1779 das Innviertel durch den Frieden von Teschen an Österreich abtreten. Das Gebiet wurde in der Folge Teil von Österreich ob der Enns.
Dem Bezirksgericht unterstanden ursprünglich nur die Gemeinden Brunnenthal, Eggerding, Freinberg, Mayrhof, Münzkirchen, Rainbach im Innkreis, St. Florian am Inn, St. Marienkirchen bei Schärding, Schardenberg, Schärding, Suben, Taufkirchen an der Pram und Wernstein am Inn.
Mit der Bezirksgerichts-Verordnung der Österreichischen Bundesregierung wurde am 12. November 2002 die Auflösung der Bezirksgerichte Engelhartszell und Raab beschlossen und die Zuweisung deren Gebiete zum Gerichtsbezirk Schärding verordnet. Mit 1. Jänner 2003 trat die Verordnung in Kraft.
Seit 2003 umfasst der Gerichtsbezirk Schärding daher den gesamten politischen Bezirk Schärding, wobei der Gerichtsbezirk 2003 die Gemeinden Engelhartszell, Esternberg, Kopfing im Innkreis, Sankt Aegidi, Sankt Roman, Vichtenstein und Waldkirchen am Wesen vom Gerichtsbezirk Engelhartszell und die Gemeinden Altschwendt, Andorf, Diersbach, Dorf an der Pram, Enzenkirchen, Raab, Riedau, Sankt Willibald, Sigharting und Zell an der Pram vom Gerichtsbezirk Raab übernahm.
Vor der Zusammenlegung lebten 2001 27.250 Menschen im Gerichtsbezirk Schärding, 2010 waren es 56.517 Einwohner mit Hauptwohnsitz.

## Gerichtssprengel
Der Gerichtssprengel umfasst seit 2003 den gesamten politischen Bezirk Schärding. Dies sind die Gemeinden Altschwendt, Andorf, Brunnenthal, Diersbach, Dorf an der Pram, Eggerding, Engelhartszell, Enzenkirchen, Esternberg, Freinberg, Kopfing im Innkreis, Mayrhof, Münzkirchen, Raab, Rainbach im Innkreis, Riedau, Sankt Aegidi, St. Florian am Inn, St. Marienkirchen bei Schärding, Sankt Roman, Sankt Willibald, Schardenberg, Schärding, Sigharting, Suben, Taufkirchen an der Pram, Vichtenstein, Waldkirchen am Wesen, Wernstein am Inn und Zell an der Pram.